# Ilja Smirin
Ilja Smirin, ros. Илья Смирин (ur. 21 stycznia 1968) – izraelski szachista, reprezentant Białorusi do 1992, arcymistrz od 1990 roku.

## Kariera szachowa
W roku 1987 zwyciężył w turnieju w Swierdłowsku, natomiast na przełomie 1988 i 1989 r. powtórzył to osiągnięcie w turnieju Rilton Cup w Sztokholmie. Kolejny sukces odniósł w roku 1992, zajmując III miejsce w rozegranym systemem pucharowym silnie obsadzonym turnieju w Tilburgu (za Michaelem Adamsem i Borsyem Gelfandem, a wraz z Gatą Kamskim). W roku 1994 zwyciężył w Elenite (wraz z Aleksandrem Chalifmanem, Władimirem Jepiszynem oraz Weselinem Topałowem) oraz podzielił I miejsce w otwartym turnieju w Nowym Jorku. W roku 2001 zwyciężył (wraz z Aleksiejem Driejewem) w Dos Hermanas oraz zajął III miejsce w Sarajewie. W roku 2002 triumfował w Biel (przed Władisławem Tkaczowem oraz Aleksiejem Drejewem) oraz ponownie był III w Sarajewie. Wystąpił również w Moskwie w meczu Rosja – reszta świata. W roku 2003 zajął II miejsce w Biel (za Aleksandrem Griszczukiem, wraz z Joelem Lautierem), zaś rok później podzielił I miejsce w Aszdodzie. W roku 2005 podzielił II miejsce w otwartym turnieju w Minneapolis oraz zwyciężył w Jerozolimie. W latach 2001–2004 czterokrotnie zajmował wysokie lokaty w turnieju World Open w Filadelfii (miejsca w kolejnych latach: III, I, II i V). W 2007 roku triumfował w otwartym turnieju Acropolis w Atenach, natomiast w 2008 podzielił I m. (wspólnie z Jewgienijem Postnym) w Ma’alot-Tarszicha oraz drugi raz z rzędu zwyciężył w turnieju Acropolis. W 2014 r. zwyciężył w turnieju World Open w Arlington.
Wielokrotnie reprezentował Izrael w turniejach drużynowych, m.in.:
- dziesięciokrotnie na olimpiadach szachowych (w latach 1992, 1994, 1996, 1998, 2000, 2002, 2004, 2006, 2010, 2014); medalista: wspólnie z drużyną – brązowy (2010)[6],
- trzykrotnie na drużynowych mistrzostwach świata (w latach 2005, 2010, 2011); medalista: indywidualnie – złoty (2005 – na II szachownicy)[7],
- ośmiokrotnie na drużynowych mistrzostwach Europy (w latach 1992, 1997, 1999, 2001, 2003, 2005, 2007, 2011); dwukrotny medalista: wspólnie z drużyną – dwukrotnie srebrny (2003, 2005)[8].

Trzykrotnie wystąpił w mistrzostwach świata FIDE, rozgrywanych systemem pucharowym, osiągając następujące rezultaty:
- 1999 – Las Vegas - awans do II rundy, w której przegrał z Lwem Psachisem,
- 2000 – Nowe Delhi - awans do II rundy, w której przegrał z Aleksandrem Griszczukiem,
- 2001 – Moskwa - awans do III rundy, w której przegrał z Jaanem Ehlvestem.

W lipcu 2001 r. został drugim w historii (po Borysie Gelfandzie) izraelskim szachistą, który przekroczył granicę 2700 punktów rankingowych (zajmował wówczas 13. pozycję na świecie z wynikiem 2702 punktów).